# 乙瑄
乙瑄（1429年—？），字崇璧，直隸淮安府海州人，明朝政治人物。進士出身。

## 生平
應天府鄉試第四十六名。成化二年（1466年）丙戌科會試第一百七十一名，殿試登進士第三甲第一百七十一名。

## 家族
曾祖乙貫。祖父乙仲名。父亲乙文矩。